# Mia Frye
Pour les articles homonymes, voir Frye.
Mia Frye, née le 12 février 1965 à New York, est une chorégraphe, danseuse, chanteuse, réalisatrice et comédienne franco-américaine, principalement active en France.
Elle est surtout connue pour son concours aux chorégraphies des clips musicaux des chansons Macarena (1996), Alane (1997) et Yakalelo (1998).

## Biographie

### Jeunesse et formation
Mia Frye naît à New York et grandit aux États-Unis. Elle arrive en France à l'âge de douze ans avec sa mère Radiah Frye, un mannequin américain qui, après son divorce, rencontre le photographe Jean-Paul Goude et le suit à Paris. (Déjà en 1974 Radiah a collaboré avec Nino Ferrer.) 
Elle intègre une école de danse du quartier du Marais à Paris, portée par le goût du spectacle et de la chorégraphie. Elle y devient professeur de danse quelques années plus tard. Elle donnera des cours conjointement avec son mari.[réf. souhaitée]

### Carrière
Mia Frye fait de nombreuses apparitions dans des émissions télévisées françaises, notamment à la fin des années 1970 pour le producteur Gésip Légitimus, ainsi que dans l'émission Les Enfants du rock dès 1982, en tant que danseuse avec sa mère aux côtés de Philippe Manœuvre et Jean-Pierre Dionnet.
À dix-sept ans, elle est présentée à Luc Besson qui lui propose de créer la chorégraphie pour le clip de Serge Gainsbourg, Mon légionnaire.
En 1989, elle règle les chorégraphies du spectacle que Jeanne Mas donne à Bercy. En 1993, elle participe au groupe Les Surfers conduit par Alain Larroue, au festival de Çesme en Turquie. La même année, elle s'occupe de la chorégraphie de la Macarena du groupe Los del Rio, qui deviendra un tube de l'été, où elle apparaît dans le clip. Elle est aussi la chorégraphe du tube de l'été Alane du chanteur Wes, y apparaissant également.
En 1998, elle chorégraphie le tube de l'été Yakalelo du groupe Nomads et apparaît dans le clip. La même année, elle s'occupe de la chorégraphie du spectacle de Sheila pour son retour et sa tournée qui commence à l'Olympia de Paris.
Elle participe également à plusieurs émissions de télé réalité :
- Popstars en 2001, dans laquelle elle est membre du jury et chorégraphe du groupe L5. On se souviendra de sa grande expression « Happy face ». Elle est à nouveau membre du jury et chorégraphe de cette même émission en 2007 ;
- La Ferme Célébrités en 2004, dans laquelle elle concourt afin de récolter des fonds pour une association caritative.

En 2009, photographiée par Thierry Vasseur, elle fait la couverture du 177e volume de la série de romans SAS de Gérard de Villiers, qui pour la première fois propose à une personnalité d'apparaître sur la couverture d'un de ses livres.
En 2012, elle intègre le jury de l'émission Encore une chance, les plus belles voix de la télé réalité sur NRJ 12, aux côtés de Richard Cross, Stéphane Joffre-Roméas et Morgan Serrano.
En 2015, elle intègre avec JoeyStarr le jury de l'émission Talent Street sur France Ô. En mai de la même année, elle participe à l'émission Ce soir tout est permis avec Arthur, sur TF1, et en juin elle intègre le jury de Got to Dance, le meilleur danseur diffusé sur TMC et RTL-TVI aux côtés de David Carreira et de Stéphane Jarny.

### Vie privée
Mia Frye est mariée à Michel Ressiga depuis 1986, lui aussi chorégraphe réputé, avec qui elle a eu un garçon, Chaka, né en 1990.[réf. nécessaire]

## Filmographie
Mia Frye a collaboré à une vingtaine de films, tels que Podium, Cloclo ou Astérix et Obélix : Mission Cléopâtre
| Année | Titre                              | Rôle                   | Réalisateur          | Notes                   |
| ----- | ---------------------------------- | ---------------------- | -------------------- | ----------------------- |
| 1990  | Nikita                             | La femme pressée       | Luc Besson           |                         |
| 1997  | Le Cinquième Élément               | Miss Gemini Crocket    | Luc Besson           |                         |
| 2000  | The Dancer                         | India Rey              | Fred Garson          |                         |
| 2002  | 48H avec Mya Frye                  |                        | François Goetghebeur | DVD Documentaire        |
| 2004  | Podium                             | Une candidate danseuse | Yann Moix            |                         |
| 2004  | Les Filles du calendrier sur scène | Lolita                 | Jean-Pierre Vergne   | Téléfilm                |
| 2006  | Sous le soleil                     | Sabrina                | Sylvie Ayme          | Série télé. (1 épisode) |
| 2006  | Le Dahlia noir                     | Laverne Bartender      | Brian De Palma       |                         |
| 2008  | Miss Green                         | Elle-même              | Éric Delmotte        | Série télé. (1 épisode) |

## Télévision
- 1982 : Les Enfants du Rock sur Antenne 2 : danseuse
- 2001 : Popstars sur M6 : jurée
- 2001 : L'Odyssée des Enfoirés sur TF1
- 2003 : Vis ma vie sur TF1
- 2004 : La Ferme Célébrités sur TF1 : candidate
- 2005 : Duel de Stars sur M6 : coach
- 2007 : Popstars sur M6 : jurée
- 2012 : Encore une chance, les plus belles voix de la télé réalité sur NRJ 12 : jurée
- 2014-2015 : Faites danser le monde sur France Ô : jurée
- 2015 : Talent Street sur France Ô : jurée
- 2015 : Vendredi tout est permis sur TF1
- 2015 : L'Académie des neuf sur NRJ12 : sociétaire
- 2015 : Got to Dance : Le Meilleur Danseur sur TMC : jurée

## Discographie
- 1984 : I'm The One - All The Girls and Boys, single WEA/Alpha